# Alex Douglas
Alex Raymond Douglas (Stoccolma, 17 agosto 2001) è un calciatore svedese, difensore del Lech Poznań e della nazionale svedese.

## Biografia
È nato in Svezia da padre ghanese e madre svedese.

## Carriera

### Club
A livello giovanile è cresciuto prima nel Brommapojkarna e poi, dall'età di quattordici anni, nell'Hammarby.
Nell'estate 2019 si è trasferito in Spagna al San Roque de Lepe, con cui ha collezionato due presenze nella Tercera División 2019-2020, quarto livello del calcio spagnolo. Con l'ingaggio da parte dell'FC Stockholm Internazionale, avvenuto nell'aprile 2020, Douglas ha iniziato la sua prima parentesi nei campionati svedesi senior, nello specifico quello di Division 2, corrispondente alla quarta serie. Ha chiuso la stagione con dieci presenze all'attivo. L'anno seguente lo ha trascorso nel campionato di Ettan 2021 indossando il biancoverde dell'Hammarby TFF, ovvero la squadra riserve dell'Hammarby, con cui ha giocato venti gare di campionato.
Nel marzo 2022, a pochi giorni dall'inizio del campionato svedese di quell'anno, Douglas ha firmato un accordo triennale con il Västerås SK, formazione che si apprestava a disputare la Superettan 2022. Inizialmente ha faticato a trovare un posto da titolare, tanto da essere anche girato in prestito all'IFK Eskilstuna in quarta serie, ma qualche settimana più tardi è riuscito a ritagliarsi un posto dal primo minuto che poi ha mantenuto anche negli anni a seguire. Nel corso della stagione 2023 è stato uno dei protagonisti della promozione dalla Superettan all'Allsvenskan, il massimo campionato svedese da cui i biancoverdi mancavano dal 1997. Douglas ha debuttato dunque nella prima serie nazionale all'età di ventidue anni, giocando titolare in tutte le prime dodici giornate dell'Allsvenskan 2024 prima che la dirigenza accettasse un'offerta per la sua cessione nonostante il club in quel momento occupasse l'ultimo posto in classifica.
Ad acquistare il suo cartellino nel luglio 2024 sono stati i polacchi del Lech Poznań, con cui il giocatore ha firmato fino al 30 giugno 2027.

### Nazionale
Nel settembre 2024 Douglas è stato convocato per la prima volta nella nazionale maggiore dal CT Jon Dahl Tomasson. Con una scelta giudicata anche dai media come a sorpresa, il tecnico lo ha schierato titolare sia nella gara di UEFA Nations League vinta in trasferta il 5 settembre contro l'Azerbaigian che, tre giorni dopo, in quella vinta in casa contro l'Estonia.

## Palmarès

### Club

#### Competizioni nazionali
- Campionato polacco: 1

Lech Poznań: 2024-2025